# 양현감
양현감(楊玄感, 571년 ~ 613년)은 중국 수나라 때 활약했던 정치가이자 무장이다. 수나라 조정에서 절대적인 권세를 떨쳤던 재상 양소의 맏아들로, 수 양제가 그의 아버지를 꺼려하고 시기하는 것을 깨닫고 전적으로 매우 불안감을 느끼게 되었다. 613년, 양제가 고구려를 공격하고 있었을 때, 동도(東都) 낙양 근처의 여양(黎陽. 현 허난성 쉰 현)에서 이밀과 함께 반란을 일으켰으나, 반란은 곧 진압되었다. 양제의 손에 죽임을 당하지 않기 위해 자살했다.

## 생애
양소의 아들로 그의 작위를 세습받아 초국공(楚國公)이 되었으며, 영주자사(靈州刺使), 예부상서(禮部尙書)를 역임하였다. 대업 9년 수 양제(隋 煬帝)가 고구려를 정벌할 때, 여양(黎陽)에 주둔하여 군량운반을 감독하라는 명령을 받았다. 그러나 그는 "천하를 위해 현이 기우는 위험을 제거하고 여원(黎元)의 운명을 구한다"는 구호 아래 병사를 일으켜 수나라에 모반을 하고 10만여명을 이끌고 낙양(洛陽)을 포위하였으나 한달이 지나도록 함락시키지 못하였다. 그는 서진하여 관중을 취하려고 하였으나 수나라 병사들의 추격을 받고 실의에 빠져 자살하였고 그의 시체는 낙양 거리에서 3일동안 효수된 채로 방치되었다.

## 가계
- 아버지：양소
- 어머니 : 정기야
  - 본인 : 양현감
  - 동생 : 양현종(楊玄縱, ? ~ 613년) - 낙양에서 거병하였으나, 실패한 후에 참수되었다.
  - 동생 : 양현정(楊玄挺, ? ~ 613년) - 숙부 양약(楊約)의 양자가 되었다. 낙양에서 거병하였으나, 실패하여 전사하였다.
  - 동생 : 양현장(楊玄奬, 571년 ~ 613년) - 낙양에서 거병하였으나, 실패한 후에 참수되었다.  
    - 조카 : 양대(楊臺) - 혹은 양숭본(楊崇本). 당나라에서 송주(宋州)자사를 지냈다.
    - 조카딸 : 양(楊)씨 - 이름 미상. 후에 당 태종의 후궁이 되었다.

  - 동생 : 양만석(楊萬石, ? ~ 613년) - 혹은 양만석(楊萬碩). 낙양에서 거병하였으나, 실패한 후에 참수되었다.
  - 동생 : 양인행(楊仁行, ? ~ 613년) - 혹은 양민행(楊民行). 낙양에서 거병하였으나, 실패한 후에 참수되었다.
  - 동생 : 양적선(楊積善, ? ~ 614년) - 낙양에서 거병에 실패한 후에 자결을 시도하였으나, 미수에 그쳤고, 후에 거열에 처해졌다.
- 생모 불명
  - 여동생 : 양(楊)씨 : 이름 미상. 후에 당 고조의 후궁(빈)이 되어 강왕 이원상을 낳았다.
  - 여동생 : 양(楊)씨 : 이름 미상. 당나라의 통시사인 최민령(崔民令)의 처

## 관련 작품
- 《연개소문》(SBS, 2006년~2007년, 배우:이진우)

## 참고 자료
- 《수서》, 권 070 - 열전(列傳) 제35 양현감전(楊玄感傳)
- 《자치통감》, 권 177・179・181 ・182
- 황충호 지음, 『제왕 중의 제왕, 당태종 이세민』. 아이필드, 2008년